# Нормальна ігрова домовленість
Нормальна ігрова домовленість у грі це метод визначення переможця, який зазвичай вважають стандартом. Наприклад:
- Унеможливлення ходів для іншого гравця
- Бути першим гравцем, який досяг цілі
- Мати на руках найбільше очок
- Отримання найбільшої кільості взяток

На відміну від цього в «мізері» домовленість перевертається і переможцем оголошують того, хто у звичайній грі вважався б переможеним.

## Комбінаторна теорія ігор
1. Два гравці ходять по черзі.
2. Немає пристроїв випадковості, як-от кості чи перетасовані карти.
3. Наявна повна інформація, тобто всі можливі ходи і повна історія гри відомі гравцям.
4. Гра зрештою завершиться, навіть якщо гравці не ходять по черзі.
5. Гра завершується, коли поточний гравець не має можливого ходу, що відповідає правилам.[1]